# Белозем (железопътна гара)
Железопътна гара Белозем е гарата, обслужваща село Белозем и единствената гара в Община Раковски. Разположена е на жп линия Пловдив-Бургас. Гарата обслужва смесено движение – пътници и товари.

## История
В началото на 20-и век се планира завършването на последния участък от Пловдив до Чирпан на железопътната линия Пловдив-Бургас, която по това време се считана като алтернативна на жп линия от Пловдив до турската граница (опоменатата жп линия по онова време е била частна собственост на еврейския индустриалец барон Морис дьо Хирш). Обсъждани са 2-а маршрута - линията да следва приблизително маршрута на стария римски път „Виа Милитарис“ или да минава близо до масово използвания по това време път, известен като „Кичук Стамболовски път“. Депутатът Панчо Тонов от село Маноле успява да се пребори трасето на новата жп линия да минава през родното му място, което предопределя минаването на жп линия северно от село Белозем.
През ноември 1947 г. на населението от селото и съседните села е заповядано да се явят на жп гара за да приветстват минаващите с влак Георги Димитров и Тито. През 1950-те започва застрояване на селото на север от жп линия.
През 1980-те и началото на 1990-те от гара Белозем има разклонение за Стоманолеярния завод, намиращ се на 3,5 км на североизток от жп гара. През 2003 г. след пускане в експлоатация на рафинерията на „Инса Ойл“ в покрайнините на селото, гарата започва да обслужва рафинерията.
Железопътна гара Белозем се намира на равни разстояния (11 км) от съседните жп гара Маноле на запад и жп гара Оризово на изток. Гарата разполага с 5 жп коловоза.
През 2018 - 2020 г. е извършен основен ремонт на гарата като са монтирани пешеходен надлез и шумозащитни предпазни стени. Пешеходният надлез - тип „пасарелка“ е с дължина 47 м и височина 7,5 м. Той е двуотворен, с покрив и предпазни мрежи. Изградени са 3 асансьора - елиминирана е необходимостта пътници да пресичат жп коловози. Рexaбилитиpaни са жп ĸoлoвoзи 2 и 3. Изгpaдeнa e нoвa дpeнaжнa cиcтeмa в жп гapa, ĸaĸтo и нoв вoдocтoĸ пpи ĸм 32+741, oтвoднявaщ eднoвpeмeннo гapaта и ceвepнaтa чacт нa ceлoтo. Pexaбилитиpaнa e ĸoнтaĸтнaтa жп мpeжa. Изгpaдeни ca 2-a нoви жп пepoнa зa пътници c ocвeтлeниe, ĸaĸтo и нoвo пилoннo ocвeтлeниe зa цeлия гapoв жп paйoн.
- Изграждане на надлеза през 2019 г.
- Изграждане на шумозащитните и предпазни стени

## Свързани линии
- Железопътна линия Пловдив – Бургас
- Железопътна линия Белозем – Стоманолеярен завод град Раковски - закрита за движение целогодишно